# Nachum Bomze
Nachum Bomze, także Nuchim Bomse, Nohem Bomze (ur. 1906 w Sasowie, zm. 1954 w Nowym Jorku) – polski i amerykański poeta żydowskiego pochodzenia, piszący w języku jidysz.

## Życiorys
Należał do grupy artystów skupionych wokół czasopisma „Cusztajer”. Debiutował w roku 1929. Na początku lat trzydziestych zaprzyjaźnił się ze Stanisławem Vincenzem, który wprowadził go w swoje środowisko i ułatwił nawiązanie znajomości z wieloma literatami i publicystami. Doprowadził również do opublikowania wyboru przekładów wierszy Bomzego w czasopiśmie „Droga”. Bomze z kolei wprowadzał Vincenza w kręgi poetów i krytyków piszących w jidysz – Vincenz poznał dzięki niemu m.in. Icyka Mangera i Rachelę Auerbach.
Z rodzinnego Sasowa Bomze przeniósł się na krótko do Lwowa, a następnie do Warszawy, gdzie mieszkał i pracował do 1939 roku. Na początku wojny znalazł się we Lwowie. W 1941 roku trafił na kilka miesięcy do Armii Czerwonej. Następnie znalazł się w Uzbekistanie. W roku 1946 z Taszkentu przez Moskwę wrócił do rodzinnego miasta, stamtąd zaś przyjechał do Łodzi. W 1947 roku wyjechał z Polski – przez Sztokholm do Francji, a następnie do Stanów Zjednoczonych. Zamieszkał w Nowym Jorku, gdzie zmarł w roku 1954 na atak serca.

## Zbiory wierszy
- In di teg fun der woch (Lwów, 1929)
- Borwese trit (Warszawa, 1936)
- A gast in farnacht (Warszawa, 1939)
- Ibergang (Lwów, 1941)
- A chasene in herbst (Nowy Jork, 1949)